# Lamyra steinbergi
Lamyra steinbergi är en tvåvingeart som beskrevs av Richter 1964. Lamyra steinbergi ingår i släktet Lamyra och familjen rovflugor. Inga underarter finns listade i Catalogue of Life.